# Acquario di Vancouver
L'acquario di Vancouver, il cui nome ufficiale in inglese è Vancouver Aquarium Marine Science Centre, è un acquario marino situato nel parco Stanley (Stanley Park) a Vancouver in Columbia Britannica (Canada). È il più grande acquario del Canada.
Oltre a essere una grande attrazione per i turisti è anche un centro di ricerca marina, di conservazione e di riabilitazione delle specie animali marine. Nell’ottobre 2009, l’agenzia di Protezione ambientale americana rinominò l’acquario come Coastal America Learning Center, ovvero Centro Nazionale per l’Apprendimento della costa americana. Quest’ultimo ha come funzione il rafforzamento della collaborazione tra Stati Uniti e Canada attraverso la salvaguardia e la protezione delle risorse oceaniche del territorio condiviso dai due Paesi. Il 9 agosto 2010 il Primo Ministro, Stephen Harper, e il Premier della Columbia Britannica, Gordon Campbell, annunciarono la donazione di 15 milioni di dollari, donati dalla provincia e dalla capitale, Ottawa, per la costruzione dell’ampliamento dell’acquario e per il miglioramento delle strutture già presenti al suo interno.
La struttura è un’organizzazione non-profit di proprietà della città di Vancouver.

## La storia dell'acquario di Vancouver
La Vancouver Aquarium Association venne fondata nel 1950 da alcuni professori dell'Università della Columbia Britannica, Murray Newman, Carl Lietze e Wilbert Clemens.
L’acquario aprì al pubblico il 15 giugno 1956 grazie, anche, ad un aiuto finanziario di 100 000 dollari offerto dal barone H.R. MacMillan e dall’imprenditore George Cunningham.
L'acquario di Vancouver è il primo Acquario ufficiale del Canada ed è, inoltre, uno dei cinque acquari più grandi del territorio del nord Americano.
Nel 1975 fu il primo acquario ad essere accreditato dalla Association of Zoos and Aquariums (AZA), l'associazione degli zoo del nord America, e dalla Canada's Association of Zoos and Aquariums (CAZA), l'associazione canadese degli zoo del nord America.
Nel 1987 venne rinominato Acquario Nazionale della costa Pacifica Canadese dal Governo Federale Canadese.
Nel 1996 l'ente ambientale di Vancouver istituì una legge che penalizzava l'acquario di Vancouver. Essa infatti proibiva ad esso la cattura di cetacei in territori naturali. All'acquario era permesso però ottenere gli esemplari da altre strutture, ma questo solo se fossero stati concepiti in cattività, catturati prima dell'entrata in vigore della nuova legge e, infine, se soccorsi e dichiarati "non-rilasciabili" dopo il 1996.
Esso è famoso per essere stato il primo acquario al mondo ad esibire al pubblico un'orca catturata in natura. L'acquario fu uno dei primi ad esibire, inoltre, mammiferi marini di altre specie come delfini, beluga e narvali.
Il 23 luglio 1995 nell'acquario nacque un cucciolo di beluga, di nome Qila. Esso fu il primo beluga ad essere stato concepito e partorito in un acquario Canadese. Un secondo cucciolo di beluga, Tuvaq, nacque a sette giorni di distanza dal primo, ma morì tre anni dopo senza alcuna spiegazione senza dare, in precedenza, nessun segno di malessere.
Il 15 giugno 2006 l'acquario celebrò il suo cinquantesimo anniversario.
Per molti anni l'attrazione principale dell'acquario è stata lo spettacolo delle orche. Come già specificato l'acquario fu, infatti, il primo acquario a catturare ed esporre un'Orca Assassina, di nome Moby Doll. Da allora l'acquario diventò “la casa” di altri esemplari di orca di nome Skana, Hyak II, Finna, Bjossa e tre dei cuccioli di quest'ultima. Quando Finna morì Bjossa rimase senza il suo “partner” e l'acquario si impegnò ad acquistare diversi esemplari di orca femmina, ma senza trovarne alcuno. Di conseguenza Bjossa venne trasportato all'acquario SeaWorld di San Diego dove morì nel 2001 a causa di problemi respiratori.
L'Acquario di Vancouver ha, inoltre, giocato un ruolo importante sulla ricerca sulle orche presenti in natura nel territorio della Columbia Britannica. John Ford, un famoso ricercatore esperto nel settore di questa specie animale, ha contribuito alle ricerche per molti anni e viene ancora finanziato dall'associazione per continuare gli studi.
Dopo molte polemiche da parte dei alcuni gruppi di animalisti, l'Ente Ambientale di Vancouver votò a favore per un ampliamento dell'acquario per un costo totale di 100 milioni di dollari, finanziato dall'acquario stesso e da altri donatori esterni.
L'ampliamento avrebbe aumentato le dimensioni dell'acquario di 6.200 metri quadrati.
L'inizio della costruzione dell'acquario fu pianificata per la fine dell'anno 2007.

## Naturalisti
L'acquario di Vancouver fu uno dei primi acquari a servirsi di naturalisti professionisti in grado di interpretare il comportamento animale. Prima, al London Zoo Fish House, i naturalisti James S, Bowerbank, Ray Lankester, David W. Mitchell and Philip H. Gosse (il creatore della parola aquarium) organizzavano regolarmente eventi informativi aperti al pubblico, ma l'acquario di Vancouver fu il primo a impiegare naturalisti come educatori a tempo pieno. I progetti e le ricerche dell’acquario si estendono a tutto il mondo, e includono il salvataggio e la salvaguardia dei mammiferi marini.
L'acquario di Vancouver, il cui nome ufficiale in inglese è Vancouver Aquarium Marine Science Centre, è un acquario marino situato nel parco Stanley (Stanley Park) a Vancouver in Columbia Britannica (Canada). È il più grande acquario del Canada.

## L'acquario in cifre
L'acquario di Vancouver si estende su una superficie di circa novemila metri quadrati e ospita oltre 70.000 animali acquatici (dati risalenti al 2005).
L'acquario, aperto 365 giorni all'anno, dà lavoro a 355 dipendenti e 890 volontari attivi, e a partire dalla sua apertura è stato visitato da più di trenta milioni di persone. Il suo budget annuale di funzionamento è di venti milioni di dollari canadesi.

## Impianto e padiglioni
L’acquario si estende per circa 9 000 metri quadri e ha un totale di 9 500 000 di litri in 166 esposizioni acquatiche. Ci sono svariate gallerie, molte delle quali furono costruite in momenti diversi nella storia dell’acquario.

### Pacific Canada Pavilion
Questa esposizione interna consiste di una vasca da 260 000 litri direttamente adiacente all’entrata dell’acquario dove vengono esposti pesci e invertebrati provenienti dallo stretto di Georgia.

### Canada’s Arctic
Originariamente, questa galleria includeva la balena Beluga (morto nel 2016) assieme ad altre mostre non viventi.
Nell'ottobre del 2009 fu aperta una nuova esposizione con nuove specie artiche, che comprendono pesci e invertebrati assieme ad un'esposizione di animali non viventi. Nel 2016 due focene soccorse furono spostate dalla vasca BC Sugar Pool alla Canada’s Arctic e successivamente liberate. Attualmente l'area è chiamata Steller Bay e ospita una piccola colonia di leoni marini di Steller.

### Penguin Point
Ispirata alla spiaggia Boulders Beach, questa esposizione contiene pinguini africani fatti accoppiare grazie allo Species Survival Plan. Recentemente l'area è inutilizzata dato che i pinguini sono stati trasferiti in un altro acquario.

### The Wild Coast
Questa galleria esterna è composta da diverse vasche. È casa delle lontre di mare e delle che sono costantemente in esposizione assieme ad alcune vasche interattive (touchpools) dove i visitatori hanno la possibilità di toccare invertebrati della Colombia Britannica.
Sono presenti altre specie (foca, leone marino, callorino dell’Alaska, focene e altri mammiferi marini soccorsi in natura) a rotazione che, quando non presenti in questa galleria, vivono in habitat vietati ai visitatori.

### Treasures of the BC coast
Questa galleria è suddivisa in diverse esposizioni che simulano diversi ambienti acquatici presenti sulla costa della Columbia Britannica. Polpi, sebastidae, stelle marine, echinoidei e gli attinie sono alcuni degli animali presenti.

### Tropic Zone
Questa galleria contiene una grande esposizione di pesci e animali tropicali tra cui lo squalo pinna nera del reef e una tartaruga verde di nome Schoona.

### Amazon Rainforest
Vari pesci d’acqua dolce, serpenti, caimani, bradipi, uccelli e altri animali presenti nell’Amazzonia sono presenti in questa esposizione.

### Frogs Forever?
Questa galleria è un’esposizione specializzata sulla popolazione mondiale delle rane e intende ad illustrare ai visitatori come sia possibile aiutare a proteggere le rane e altri animali anfibi. Contiene 26 specie di anfibi provenienti da tutto il mondo.

### Canaccord Exploration Gallery
Questa galleria ospita pesci, meduse e altri svariati tipi di animali. Oltre agli animali, questa esposizione contiene un teatro in 4D, un’area gioco per bambini chiamata “Clownfish Cove”, aule per gruppi scolastici, un Laboratorio umido dotato di computer, sedie e tavoli assieme ad animali vivi e ad alcuni modelli di animale.

## Programmi di ricerca
Ocean Wise
L’acquario di Vancouver ha un programma di nome Ocean Wise che come scopo ha quello di pubblicizzare un’alimentazione sostenibile a base di pesce presso ristoranti, mercati e bar. Il suo obbiettivo è quello di evitare la pesca di certi pesci che causa la pesca accessoria, pesci provenienti da zone che sono destinate al degrado se certe specie vengono pescate eccessivamente. Il progetto Ocean Wise lavora in diretto contatto con aziende di servizi alimentari per selezionare cibo sostenibile a base di pesce e promuoverlo al pubblico. Le opzioni di cibo sostenibile a base di pesce sono evidenziate su i menù dei ristoranti partecipanti e presentano il simbolo Ocean Wise per aiutare i clienti a fare una scelta ecologica riguardo al cibo a base di pesce. Oggigiorno, oltre 300 ristoranti canadesi partecipano al programma Ocean Wise.
Great Canadian Shoreline Cleanup
Il progetto Great Canadian Shoreline Cleanup è un programma iniziato dal personale e volontari dell’acquario di Vancouver nel 1994. Questi impiegati, dopo aver sentito parlare del programma International Coastal Cleanup, decisero di partecipare raccogliendo spazzatura da una spiaggia locale e presentando le informazioni raccolte. La Ocean Conservancy's International Coastal Cleanup è un'iniziativa internazionale annuale con lo scopo di incoraggiare le persone a raccogliere rifiuti e detriti sulle spiagge e corsi d’acqua di tutto il mondo, identificare la provenienza dei detriti e prevenire la formazione di questi detriti marini.
Volontari e sponsor raccolgono e catalogano detriti che vengono poi raccolti per essere analizzati e identificare i rifiuti che finiscono negli oceani. Per esempio, nel 2007, 1240 spiagge con una lunghezza totale di 1772 km furono puliti da un totale di 52 263 volontari che raccolsero complessivamente 87.5 tonnellate di rifiuti.

## Cultura di massa
L'Acquario di Vancouver ha fatto da set cinematografico per la serie TV canadese, Danger Bay, in onda su CBC Television dal 1985 al 1990, nella quale si seguivano le vicende giornaliere della famiglia Roberts, composta da “Doc” Roberts, un veterinario marino, e i suoi due figli, Nicole e Jonah.
Un video caricato su YouTube dal titolo Holding hands, che ha superato le 19 milioni di visualizzazioni, venne registrato all'interno dell'acquario di Vancouver. Protagoniste del video sono due lontre di nome Milo e Nyac. Quest'ultima morì il 23 settembre 2008.
L'acquario di Vancouver fece, inoltre, da set cinematografico per il film Andre (1994), per la commedia romantica Tutte pazze per Charlie (Luck Chuck, 2007) e per il film Zack & Cody (The Suite Life Movie, 2011).
Il 5 settembre 2008, Hayden Panettiere fu ospite del celebre programma televisivo americano David Letterman Show e parlò della sua visita all'acquario.
Il cantautore Raffi, ispirato da Kavna, un beluga che vide durante una visita
all'acquario, scrisse la canzone Baby Beluga.